# Urvara (crater)
Urvara উর্বর este al treilea cel mai mare crater confirmat de pe Ceres, după Kerwan și învecinatul Yalode. Urvara înseamnă fertil. Este numit după personificarea antică indo-iraniană a fertilității (plante în Avesta, câmpuri fertile în Rig Veda).  Are un vârf central, iar o serie de creste inexplicabile îl intersectează.